# Джолчиев, Бауыржан Ренатович
Бауыржа́н Рена́тович Джолчи́ев (каз. Бауыржан Ренатұлы Жолшиев; 8 мая 1990, Фрунзе, Киргизская ССР, СССР) — казахстанский футболист, вингер.

## Биография
В юном возрасте переехал в Казахстан.
Азам футбола учился в алматинском молодёжном клубе «Цесна», который являлся школой по подготовке юных футболистов в старшую команду ФК «Алма-Ата» и в премьер-лигу Казахстана.
В 2009 году был передан в аренду в ФК «Атырау», где хорошо сыграл в кубковых матчах, внеся свой вклад в Кубке Казахстана, впервые выигранном «Атырау» 15 ноября 2009 года в финале у «Шахтёра» (1:0). Но Суперкубок 2010 каспийцы 14 марта проиграли «Актобе» (0:2), Джолчиев сидел в запасе. В конце 2010 года Джолчиева отчислили, как «недисциплинированного». Однако новый тренер команды Рамиз Мамедов вернул его в команду, как самого молодого и перспективного. В феврале 2011 года Джолчиев заключил уже официальный контракт с «Атырау».
В июне 2011 года перешёл в костанайский «Тобол». 13 ноября сыграл в составе «Тобола» в финале Кубка Казахстана против «Ордабасы» (0:1). В сезоне 2012 года забил 8 голов и был назван ФФК лучшим молодым игроком года. В ноябре 2013 года после травмы был уволен из «Тобола» за несоблюдение режима, но в это время с ведома клуба лечил травму в Чехии и отсудил у «Тобола» деньги за переход из «Атырау». После этого Джолчиев провёл подготовительные сборы в алматинском «Кайрате», затем карагандинском «Шахтёре», но остановился на столичном клубе.
В феврале 2014 года подписал годовой контракт с «Астаной». В этом сезоне сыграл 24 матча, забил 6 голов и сделал свой вклад в первое чемпионство «Астаны». Клуб продлил контракт с ним по схеме 1+2. В сезоне 2015 года провёл в чемпионате 25 игр и забил три гола. Был также назван ФФК лучшим футболистом августа. Стал снова чемпионом РК с «Астаной». Также сыграл 10 матчей в Лиге чемпионов 2015/16 и забил два гола. Последний раз за «Астану» он сыграл 9 декабря 2015 года в групповом этапа Лиги чемпионов в Стамбуле против ФК «Галатасарай» (1:1). В декабре 2015 года покинул команду в поисках нового клуба и фактически завершил профессиональную карьеру в возрасте 25 лет.
Осенью 2016 был задержан полицией за рулём автомобиля в состоянии алкогольного опьянения, вследствие чего был лишён прав на три года. В апреле 2017 был вновь задержан за аналогичное нарушение; был приговорён к 200 часам общественных работ.
В январе 2018 был на сборах «Астаны». По словам агента А. Панкова он предлагал Джолчиеву варианты продолжения карьеры в Греции, Норвегии, Португалии, но тот оказался не готов морально, и финансовые условия его интересовали в первую очередь.

## Достижения

### Командные
«Атырау»
- Обладатель Кубка Казахстана (1): 2009

«Тобол»
- Финалист Кубка Казахстана (1): 2011

«Астана»
- Чемпион Казахстана (2): 2014, 2015
- Обладатель Суперкубка Казахстана (1): 2015
- Финалист Кубка Казахстана (1): 2015

### Личные
- Лучший молодой игрок Казахстана (1): 2012